# 根来上総

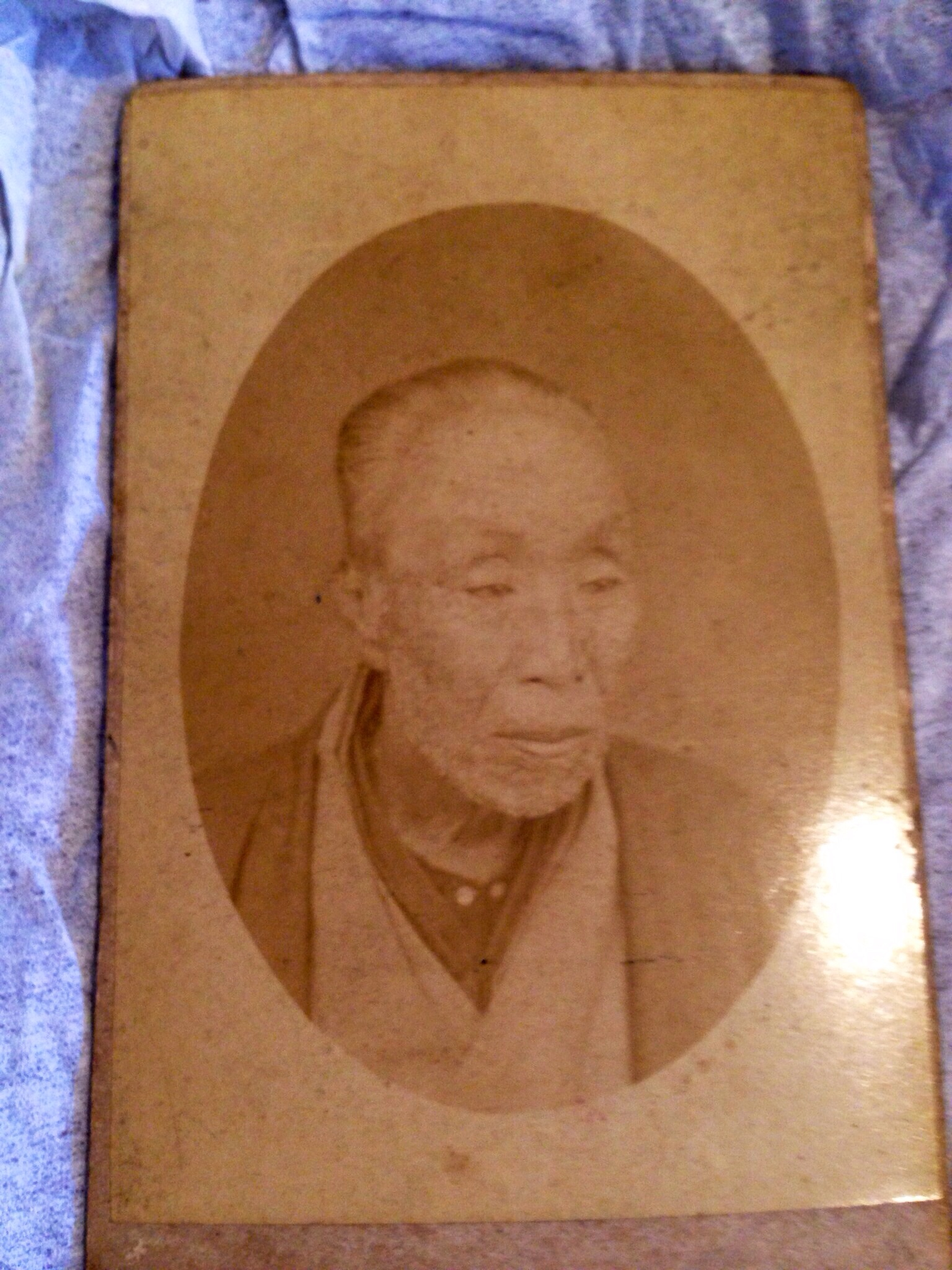
根来上総

根来 上総（ねごろ かずさ、文化13年7月2日（1816年7月26日） - 明治25年（1892年）2月7日）は、江戸時代末期（幕末）の長州藩の家老。通称は長五郎・帯刀・勢之祐。「上総」もまた通称であり、本名は親祐（ちかすけ）。子の根来親保（ちかやす）と二代に亘って、藩主毛利慶親より偏諱（「親」の字）を賜っている。法号は甘谷。

## 生涯
文化13年（1816年）7月2日、寄組（上士）の1,036石取りの根来煕行（ひろゆき、「煕」は毛利斉熙から賜った字）の長男として生まれる。
弘化4年（1847年）に大組頭となって藩政に参画するが、嘉永7年（1854年）9月に病気を理由に辞職した。
文久元年（1861年）2月より再出仕し、文久2年（1862年）からは江戸留守居役に任じられて長井雅楽の公武合体運動を手助けした。しかし長井が失脚したことが影響し、8月には藩主の世子である毛利元徳の近侍にされた。
文久3年（1863年）には帰国を命じられてしばらくは逼塞した状況にあったが、まもなく復帰して5月に家老に任じられた。7月には上京し、京都留守居役の宍戸真澂と共に朝廷工作などを行なった。
第1次長州征伐後、高杉晋作らが功山寺で挙兵した際に根来はこれに降伏し、以降は高杉らに協調して藩政を主導、明治3年（1870年）には山口藩大参事に任じられた。
明治17年（1884年）、家督を子の親保に譲って隠居し、明治25年（1892年）2月7日に死去した。享年77。